# Forsthaus Bischofspfuhl

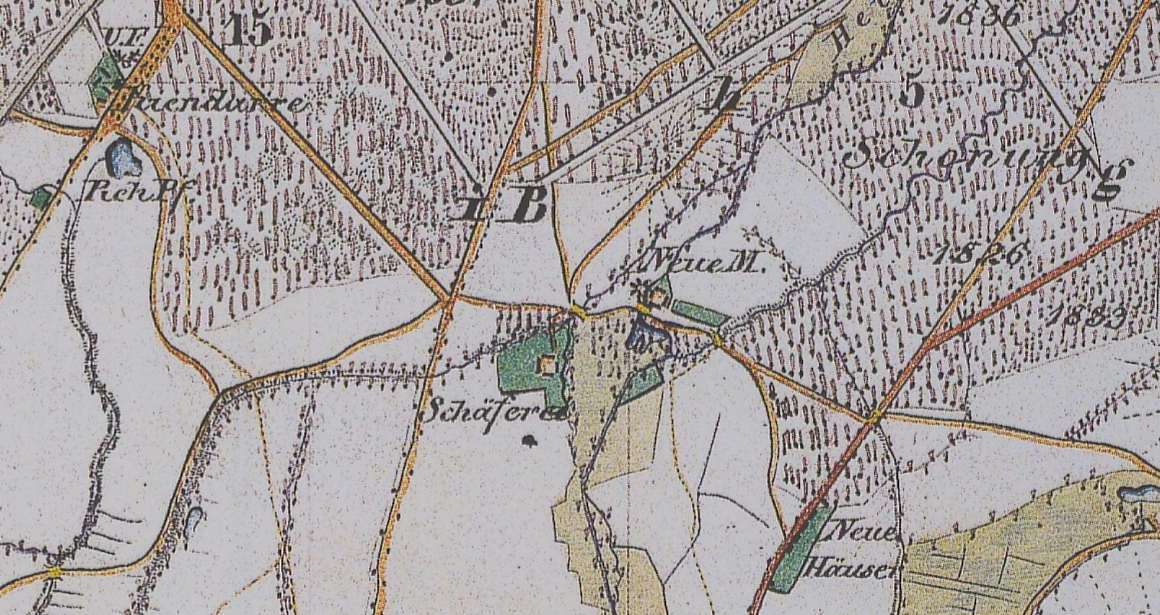
Wohnplätze Neue Häuser, Neue Mühle, Forsthaus Bischofspfuhl und Kiendarre, Ortsteil Kloster Zinna der Stadt Jüterbog, Ausschnitt aus dem Urmesstischblatt 3944 Kloster Zinna von 1841

Das Forsthaus Bischofspfuhl war ein Wohnplatz im Ortsteil Kloster Zinna der Stadt Jüterbog im Landkreis Teltow-Fläming (Brandenburg). Er wurde um/vor 1823 angelegt und später noch mit einer Kiensamendarre ergänzt. Nach dem Krieg wurde es in die sowjetischen Militäranlagen im Forst Zinna einbezogen und zu einem nicht bekannten Zeitpunkt abgerissen.

## Lage
Das Forsthaus Bischofspfuhl lag 3 km nordnordwestlich vom Ortskern von Kloster Zinna, etwa 1,7 km westnordwestlich von Neue Häuser und etwa 1,3 km westnordwestlich der Neuen Mühle (abgegangener Wohnplatz an der Nuthe) im großen Waldgebiet des Forst Zinna. Die Kienensamendarre wurde gelegentlich als separates Etablissement aufgefasst, lag jedoch in unmittelbarer Nähe südlich des Forsthauses. Nur wenige Zehner Meter südlich des ehemaligen Wohnplatzes befindet sich der Röthepfuhl, ein fast verlandeter kleiner Teich. Nur wenige Meter westlich und nordwestlich des ehemaligen Wohnplatzes verläuft die Bahnstrecke Berlin–Halle. Der Wohnplatz lag auf etwa 60,5 m ü. NHN.

## Geschichte
Wann genau das Forsthaus errichtet wurde, ließ sich bisher nicht ermitteln. Es existierte wohl schon 1823. Im Schmettauschen Kartenwerk von 1767/87 fehlt der Wohnplatz dagegen noch. Der kleine Teich ist auf der Karte vorhanden, aber ohne Namen. Im Urmesstischblatt Nr. 3944 Kloster Zinna von 1841 ist der Wohnplatz lediglich als Unterförsterei gekennzeichnet sowie als Kiensamendarre. Der kleine Teich südlich des Wohnplatzes ist hier als Rehpfuhl eingetragen. Ab 1843 tat hier Förster Friedrich Heinrich Mäter seinen Dienst. 1858 hatte der Wohnplatz Bischofspfuhl elf Bewohner, die verteilt im Forsthaus Bischofspfuhl, in der Kiensamendarre Bischofspfuhl und im Chausseehaus bei Neue Häuser wohnten.
1871 hatte der Wohnplatz zwei Wohnhäuser und elf Bewohner, allerdings nun ohne das Chausseehaus bei Neue Häuser gerechnet. Im Chausseehaus (ein Wohnhaus) wohnten fünf Personen. 1885 hatte der Wohnplatz Bischofspfuhl sieben Einwohner. 1895 wohnten in der Kiensamendarre drei Personen, im Forsthaus ebenfalls drei Personen. 1905 waren es zwei Personen in der Darre und sechs Personen im Forsthaus. 1925 hatte das Forsthaus Bischofspfuhl allein fünf Bewohner.

## Kommunalpolitische Zugehörigkeit
Der Forst Zinna war im unmittelbaren Besitz des Amtes Zinna. 1881 bestand der nun Kaltenhausen genannte Gutsbezirk aus Kaltenhausen, Zinna-Amt, Neue Mühle, Neue Häuser, Vorwerk Sorge (bei Kaltenhausen), (Forsthaus) Bischofspfuhl, Grüneberg (auch Grünerberg ö von Kaltenhausen) und (Forsthaus) Schwemm.
1929 wurde ein Teil des Gutsbezirks Kaltenhausen/Forst Zinna in die Gemeinde Kloster Zinna eingemeindet, darunter auch der Wohnplatz Forsthaus Bischofspfuhl mit der Kiensamendarre. Das Chausseehaus existierte zu dieser Zeit schon nicht mehr. 1931 wird Kloster Zinna als Landgemeinde mit den Wohnplätzen Darre Bischofspfuhl, Forsthaus Bischofspfuhl, Hauschteckslust und Ziegelei aufgeführt.
Bereits in den 1930er Jahren wurde das Forsthaus Bischofspfuhl in den Truppenübungsplatz Forst Zinna mit einbezogen. Nach Ende des Zweiten Weltkriegs nutzte zunächst die Sowjetarmee das Gelände, später ab 1947 bis 1952 die SED. Ab 1952/53 war es wieder sowjetisches Militärgelände. Zu einem nicht genauer bekannten Zeitpunkt nach dem Krieg wurden das Forsthaus und auch die Gebäude der Kiensamendarre abgerissen. Oberirdisch sind keine Reste mehr vorhanden.

## Liste der Förster im Forsthaus Bischofspfuhl
- ab 1841 Förster August Friedrich Pasenow (* 2. Oktober 1796), war auf Probe angestellt, wurde nun fest als Förster angestellt[6] nachher in der Försterei Pehlenbruch (Oberförsterei Grumsin)[7]
- ab 1842 bis (1854) (1858?) Förster Friedrich Heinrich Mäter/Maeter (* 13.03.1792, † 08.01.1858)[8][9] bisher Waldwärter zu Gallunsbrück[2]
- Februar 1858 bis 30. Juni 1867 Förster Carl Theodor Ohnesorge[10][11] vorher Forstaufseher zu Raben[12] wurde am 1. Juli 1867 in die Försterei Behrensbrück (Oberförsterei Neuholland) versetzt[13]
- 1. Juli 1867 bis 1885 (Pensionierung) Förster Ernst Theodor Schulz (* 8. März 1823[14])[11][15][16]
- 1. Oktober 1885 bis 30. Juni 1891 Förster Hermann Finck (* 5. August 1848)[17][18] wurde zum 1. Juli 1891 in die Försterei Schäferberg (Oberförsterei Havelberg) versetzt[19][20]
- ab 1. Juli 1891 bis 30. Oktober 1904 Förster Wilhelm Stäckling/Staeckling (* 28. Mai 1852, † 29. Juli 1907[21]), bisher Jäger und Forstausseher[22][18][23][24] war vorher Forstaufseher in Felgentreu, wurde in die Försterei Gaisberg (Oberförsterei Potsdam) versetzt[25]
- 1. November 1904 bis 31. März 1909 Förster Otto Speer (* 21. März 1864, † 2. März 1915[26]), vorher Hilfsförster in Teufelssee (Oberförsterei Grunewald),[27] er wurde 1909 in die Försterei Schmelze (Oberförsterei Grumsin) versetzt[28][29]
- ab 1. April 1909 bis 31. Juli 1918 Förster Albert Neumann (* 1. Februar 1866 in Forsthaus Ahlbecker Theerofen, Kr. Ückermünde),[29] er war vorher in der Försterei Vietmannsdorf (Oberförsterei Reiersdorf), er wurde 1918 in die Försterei Rottstiel (Oberförsterei Alt Ruppin) versetzt[30]
- ab 1. August 1918 Förster Hermann Friedrich Rieck (* 23. Januar 1864 in Bresch), war vorher in der Försterei Rauhbusch (Oberförsterei Kummersdorf)[31] er wurde 1915 zum Hegemeister ernannt[32]